# Sibil·la de Saxònia-Coburg Gotha
Sibil·la de Saxònia-Coburg Gotha, princesa de Suècia, nascuda Sibil·la Calma Maria Alícia Batildis Feodora (Gotha, 1908 - Estocolm, 1972). Princesa de Saxònia-Coburg Gotha i membre de la Dinastia Saxònia-Coburg i Gotha, és coneguda sobretot pel fet d'haver-se casat amb Gustau Adolf de Suècia, príncep hereu del país escandinau i per ser mare del present sobirà suec, Carles XVI Gustau de Suècia.

## Naixement
Sibil·la va néixer a Gotha el 18 de gener de 1908, filla de Carles Eduard I de Saxònia-Coburg Gotha i Victòria Adelaida de Schleswig-Holstein-Sondenburg-Glücksburg, descendents d'una antiga família noble escandinava. Per part del seu pare, la llista dels seus avantpassats tenia noms com el de la Reina Victòria del Regne Unit.

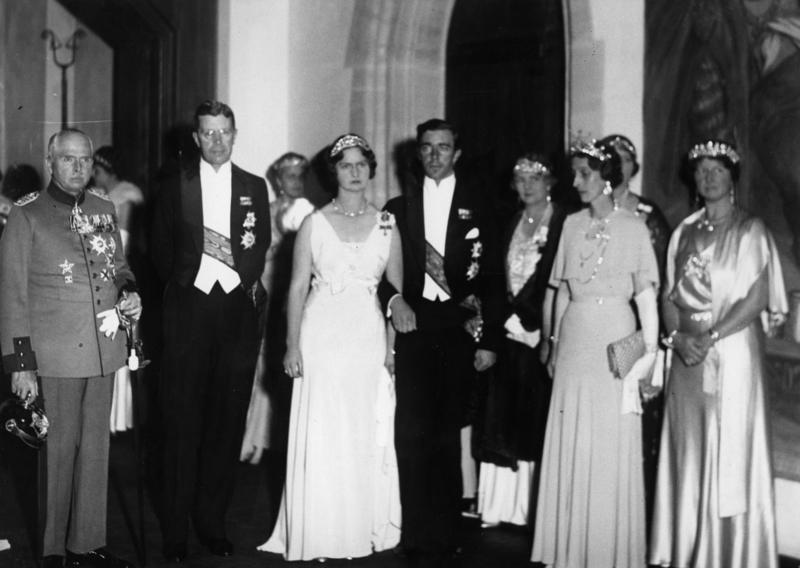
El casament entre Sibil·la i el príncep suec

## Casament
La princesa Sibil·la va conèixer al que seria el seu futur marit en el casament que va tenir lloc a Balcombe, Essex el 24 d'octubre del 1931 entre Lady May Abel Smith, membre de la Família reial britànica, i Henry Abel Smith, coronel de l'Exèrcit britànic. Allà, Íngrid de Suècia, reina de Dinamarca va presentar-li a Gustau Adolf de Suècia, amb qui Sibil·la es casaria just un any després, el dia 19 d'octubre del 1932. La cerimònia va ser duta a terme a Coburg (ciutat d'Alemanya) després que el President Hindenburg ordenés no escatimar-hi en recursos. La ciutat, dominada en aquell temps pel Partit Nazi d'Adolf Hitler, va celebrar-ho en un estil fidel al nacionalsocialisme que aquests proposaven, cosa que va causar molt mala impressió a Suècia. Van passar la lluna de mel a Itàlia, i no van tornar a Estocolm fins al 25 de novembre.

## Princesa de Suècia

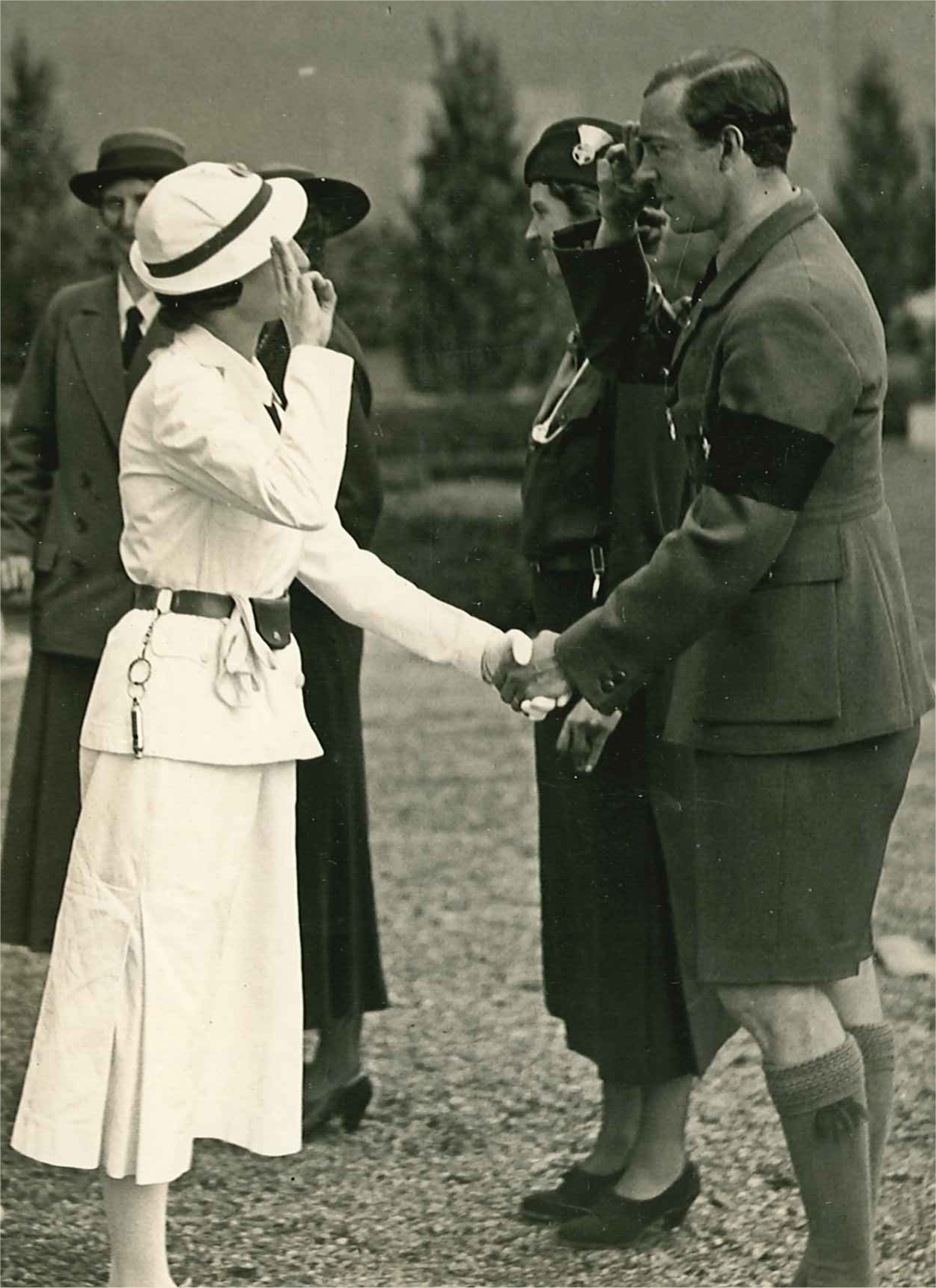
Sibil·la amb el seu marit el 1936

Sibil·la no va aconseguir ser gaire popular al país escandinau, degut a diversos factors, com el fet de la seva dificultat per aprendre el Suec i que se l'associés amb el Règim nazi, ja que membres de la seva pròpia família eren figures del nazisme. Amb el temps, va anar tornant-se reservada, i mai es va dur bé amb la premsa.

## Últims anys
Sibil·la quedà viuda l'any 1947 després que el seu espòs morís en un accident aeronàutic a l'aeroport de Copenhaguen. Mai no arribà mai a esdevenir reina de Suècia ni princesa hereva. Tampoc veié com el seu fill, Carles XVI Gustau de Suècia, es coronava rei, ja que va morir l'any 1972 amb 64 anys de càncer, poc abans de ser nomenat.

## Llegat
Tingué una extensa vida oficial representant a l'estat suec en múltiples recepcions i visites d'estat. Malgrat tot, la princesa hagué de suportar la condemna que li caigué al seu pare, el duc Carles Eduard de Saxònia-Coburg Gotha, per la seva col·laboració amb el règim nacionalsocialista. Al duc li foren confiscades les seves propietats més importants i hagué de fer front a una llarga condemna en un camp de concentració de desnazificació. Mai es va adaptar del tot a Suècia, sempre sota la pressió de produir un baró que optés al tro reial.

## Descendència
Sibil·la tingué cinc fills amb el príncep, en la seva època d'estabilitat a la ciutat d'Estocolm:
- Margarida de Suècia, nascuda a Estocolm el 1934 i casada l'any 1964 amb el britànic John Kenneth Ambler. Actualment la parella viu separada.
- Brígida de Suècia, nascuda el 1937 a Estocolm i casada l'any 1959 amb el príncep Joan Jordi de Hohenzollern-Sigmaringen en una doble cerimònia a Estocolm i a Sigmaringen. La parella viu separada des de l'any 1990.
- Desidèria de Suècia, nascuda l'any 1938 a Estocolm i casada l'any 1964 amb el baró Niclas Silfverschiöld.
- Cristina, nascuda l'any 1943 i casada l'any 1974 a Estocolm amb Tord Gösta Magnuson.
- Carles XVI Gustau de Suècia, nat el 1946 a Estocolm i casat l'any 1976 amb l'alemanya d'origen brasiler Sílvia Sommerlath.